# Tüwszintögsijn Batczimeg
Tüwszintögsijn Batczimeg (mong. Түвшинтөгсийн Батчимэг; ur. 3 maja 1986 w Ułan Bator) – mongolska szachistka. Arcymistrzyni od 2009 roku.

## Kariera szachowa
W konkurencjach drużynowych reprezentowała Mongolię w drużynowych mistrzostwach Azji kobiet w 2012 i 2014 oraz 2010 azjatyckich gry. W 2013 i 2014 startowała w serii FIDE Women's Grand Prix. W pierwszym etapie, który odbył się w Genewie, pokonała Hou Yifan. Swój najlepszy wynik osiągnęła w Sharjah, gdzie zajęła wspólne trzecie miejsce z Dronavalli Harika, Zhao Xue i Anna Uszenina.
Najwyższy ranking w dotychczasowej karierze osiągnęła 1 maja 2016, z wynikiem 2412 punktów.